# 関市立武儀東小学校
関市立武儀東小学校（せきしりつ むぎひがししょうがっこう）とは、かつて岐阜県関市にあった公立小学校。

## 概要
- 中之保、富之保（旧・武儀郡武儀町北部）が校区である。校舎は旧・富之保小学校を転用している。
- 2020年4月に関市立武儀西小学校と再編する計画であったが[1]、延長され、2021年に統合し、関市立武儀小学校となり廃校[2]。武儀小学校は武儀東小学校校舎を転用している。

## 沿革
- 2003年（平成15年）4月1日 - 中之保小学校と富之保小学校を統合し、武儀町立武儀東小学校として開校。校歌、校章を制定する[注釈 1]。
- 2005年（平成17年）2月7日 - 武儀町が関市に編入される。同時に関市立武儀東小学校に改称する。
- 2021年（令和3年）
  - 3月25日 - 最後の卒業式挙行[3]。　
  - 3月26日 - 最後の修了式・離任式と閉校式典挙行[4][3]。
  - 3月31日 - 閉校。